# Stiftung Gemeinsames Rücknahmesystem Batterien
Die Stiftung Gemeinsames Rücknahmesystem Batterien (Stiftung GRS Batterien) mit Sitz in Hamburg ist ein internationales Kompetenzzentrum für Herstellerverantwortung und Kreislaufwirtschaft.
Mit dem Ziel, die Kreislaufwirtschaft zu verbessern, die Kreislauffähigkeit zu erhöhen sowie die nachhaltige Produktverantwortung der Hersteller kontinuierlich zu verbessern, ist eine wesentliche Aufgabe der Stiftung GRS, die Forschung voranzutreiben und wirtschaftliche sowie umwelt- und sozialverträgliche Rücknahme- und Recyclinglösungen für die Batteriewirtschaft zu entwickeln und zu implementieren. Dazu arbeitet die Stiftung GRS vor allem an Forschungsprojekten zur Verbesserung der Sammlungssicherheit sowie der Entwicklung neuer Verwertungswege für Lithium-Batterien.

Daneben agiert die nicht-gewinnorientierte Stiftung GRS auch als herstellereigenes Rücknahmesystem und hat im Jahr 2023 mit ihrem Rücknahmesystem GRS Basic 6.345 t Gerätealtbatterien zurückgenommen. Das herstellereigene Rücknahmesystem der Stiftung GRS Batterien steht allen Herstellern zu gleichen Konditionen zur Verfügung und übernimmt insbesondere für kleinere und mittelständische Inverkehrbringer von Gerätebatterien die gesetzlich vorgeschriebene Produktverantwortung. Über die Sammelmengen, Sammelquoten und Verwerungsquoten legt die Stiftung GRS jährlich bis Ende Mai eine Erfolgskontrolle über das Vorjahr vor.

## Entwicklungen seit Aufnahme der Tätigkeit
Gegründet wurde die Stiftung Gemeinsames Rücknahmesystem Batterien 1998 von Batterieherstellern und dem Zentralverband Elektrotechnik- und Elektronikindustrie (ZVEI), um mit dem Inkrafttreten der Batterieverordnung im Oktober 1998 die in Deutschland unentgeltliche Rücknahme und Entsorgung von Batterien und Akkus sicher und flächendeckend umzusetzen.
Bis Ende 2019 hat die Stiftung GRS Batterien als das vom Bundesministerium für Umwelt, Naturschutz und nukleare Sicherheit festgestellte „Gemeinsame Rücknahmesystem Batterien“ (gem. § 6 BattG) die deutschlandweite Grundentsorgung von Batterien gewährleistet.
Seit dem 6. Januar 2021 agiert die Stiftung als herstellereigenes Rücknahmesystem (gem. § 7 BattG) und erfüllt als Non-Profit-Unternehmen die Produktverantwortung der mehr als 6.500 angschlossenen Hersteller vollumfänglich von der Registrierung über die Rücknahme bis hin zur Verwertung der Altbatterien.
Die Stiftung Gemeimsames Rücknahmesystem Batterien sowie die Gemeinsame Rücknahmeysteme Batterien Service GmbH stellen herstellereigene Rücknahmesysteme dar und sind den anderen vier herstellereigenen Sammelsystemen (CCR Rebat, DS Entsorgung, ÖkoReCell und Ecobatt) gleichgestellt.

## Erhöhung der Sammelquoten durch gemeinsame Verbraucherkommunikation
Die Sammelsysteme sind gemäß § 18 des Batteriegesetzes (BattG) verpflichtet, die Endnutzer gemeinsam und in angemessenem Umfang über die Verpflichtung zur Entsorgung von Geräte-Altbatterien, den Sinn und Zweck der getrennten Sammlung von Geräte-Altbatterien, die eingerichteten Rücknahmesysteme sowie die Rücknahmestellen zu informieren. Vor diesem Hintergrund wurde 2023 die Kampagne „Batterie-zurück“ gestartet, mit der alle derzeit in Deutschland aktiven Rücknahmesysteme (CCR Rebat, DS Entsorgung, Ecobatt, ÖkoReCell, Gemeinsame Rücknahmeysteme Batterien Service GmbH, Stiftung Gemeimsames Rücknahmesystem Batterien) ihren Informationspflichten nachkommen und so zur Erhöhung der Sammelquote von Altbatterien und alten Akkus beitragen. Die Kampagne stellt nicht nur Informationen für Verbraucher bereit, sondern bietet auch dem Handel und den Entsorgern Kommunikationsmittel an.

## Vielfältige Forschungsfelder zur umfassenden Verbesserung der Kreislaufwirtschaft
Deutschland soll zu einem Zentrum für Forschung, Fertigung und Recycling von Batteriezellen werden, heißt es im Koaltionsvertrag der Bundesregierung 2021–2025. Demnach ist die Ansiedelung weiterer Zellproduktionsstandorte einschließlich eines Recyclingprozesses in Deutschland ebenso entscheidend wie die Stärkung der Forschung an neuen nachhaltigen Batterien. Zudem wird die Schaffung von Anreizsystemen angestrebt, durch die bestimmte Elektrogeräte und gefährliche Lithium-Ionen-Batterien umweltgerecht entsorgt und der Kreislaufwirtschaft wieder zugeführt werden. Zur Unterstützung dieser und darüber hianus gehender Vorhaben und zur Entwicklung und Umsetzung von Maßnahmen forscht die Stiftung GRS in verschiedenen Themenfeldern:
Im Forschungsfeld Motivation, Kommunikation und Information betreibt die Stiftung GRS Forschungsprojekte zur nachhaltigen Verbesserung der Batterierücknahme durch kontinuierliche Weiterentwicklung der Verbraucherkommunikation, zur Entwicklung von Incentivierungsmaßnahmen sowie zur Fortentwicklung von Steuerungsmaßnahmen.
Im Bereich Recycling setzt die Stiftung GRS Projekte zur Entwicklung von nachhaltigen Recyclingtechnologien für Lithium-Batterien und andere zukünftige Batteriechemieen sowie zur Fortentwicklung von Technologien und logistischen Maßnahmen zur Erhöhung der Zirkularität und des Recyclateinsatzes um.
Mit dem Ziel der Optimierung des Stoffstrom- und Logistikmanagements werden Projekte zur Identifizierung von Lithium-Batterien im Stoffstrom der flächendeckenden Rücknahme durchgeführt. Auch die Senkung der Sicherheitsrisiken bei der Erfassung, Logistik und der Verwertung von Altbatterien sind Gegenstand der Forschung ebenso wie Maßnahmen zur Prüfung und Durchführung einer herstellergetragenen Wiederverwendung oder -Aufbereitung von Batterien und Akkus.
Die Ergebnisse der gemeinsam mit verschiedenen Partnern umgesetzen Forschungs- und Entwicklungprojekte fließen in die stetige Entwicklung von Werkzeugen, Methoden und Prozessen zur Planung, Steuerung, Überwachung und Verbesserung von Rücknahmesystemen.

## Batteriegesetz
Das Batteriegesetz trat zum 1. Dezember 2009 in Kraft. Es setzt die europäische Altbatterierichtlinie in nationales Recht um und beinhaltet erstmals verbindliche Sammelziele für handelsübliche Altbatterien: Mindestens 35 Prozent bis 2012 und 45 Prozent bis 2016. Darüber hinaus sind Beschränkungen für die Verwendung von Cadmium und Quecksilber festgelegt. Das vom Umweltbundesamt geführte Melderegister sollte dafür sorgen, dass Hersteller im Sinne des Gesetzes ihre Verantwortung bei der Rücknahme und Entsorgung ihrer Batterien wahrnehmen. Hersteller und Importeure von Batterien und Akkumulatoren durften sie seit 1. Dezember 2009 nur dann in Verkehr bringen, wenn sie dies gegenüber dem beim Umweltbundesamt geführten öffentlich einsehbaren Register angezeigt und dort entsprechende Angaben zur Wahrnehmung ihrer Produktverantwortung hinterlegt hatten.

### Änderungen seit dem 1. Januar 2021
Die Änderungen sollen fairen Wettbewerb beim Recycling ermöglichen, das Institut des Gemeinsamen Rücknahmesystems wurde abgeschafft. Die Sammelquote erhöhte sich von bisher 45 auf 50 Prozent. Hersteller müssen sich, bevor sie Batterien erstmals in Verkehr bringen, ab dem 1. Januar 2021 nicht mehr beim Umweltbundesamt (UBA) melden, sondern sich mit der Batterieart und Marke von der Stiftung Elektro-Altgeräte Register (EAR) registrieren lassen. Endnutzer können weiterhin Batterien unentgeltlich neben Sammelstellen bei den jeweiligen Vertreibern dieser Batteriearten zurückgeben.

### Batterie-Durchführungsgesetz
Das Battergiegesetz wird 2025 vom Batterie-Durchführungsgesetz (BattDG) ersetzt. Mit diesem Gesetz sollen die Vorgaben der neuen EU-Batterieverordnung in deutsches Recht umgesetzt werden, wobei viele Regelungen des alten Gesetzes übernommen werden sollen. Neue Regeln wird es u. a. bei den Pflichten zur Einrichtung von kollektiven Sammelsystemen für alle Kategorien von Batterien sowie zur Hinterlegung von Sicherheitsleistungen geben. Darüber hinaus sollen Verbraucher künftig auch die ausgedienten Batterien von E-Bikes oder E-Scootern an kommunalen Sammelstellen zurückgeben können.
Die EU-Batterieverordnung sieht bis Ende 2030 eine Anhebung der Sammelziele für Gerätebatterien in zwei Schritten vor: auf 63 Prozent bis Ende 2027 und auf 73 Prozent bis Ende 2030. Bis die neuen Vorgaben inkraft treten, soll die in Deutschland bisher geltende Mindestsammelquote von 50 Prozent gelten, die um fünf Prozentpunkte über der aktuellen EU-Vorgabe liegt.